# Dolicholobium rheophilum
Dolicholobium rheophilum är en måreväxtart som beskrevs av M.E. Jansen. Dolicholobium rheophilum ingår i släktet Dolicholobium och familjen måreväxter. Inga underarter finns listade i Catalogue of Life.